# 阿爾派恩 (華盛頓州金縣)
47°42′35.94″N 121°14′18.59″W / 47.7099833°N 121.2384972°W
阿爾派恩（英語：Alpine）是一座位於喀斯喀特山脉的城鎮，臨近华盛顿州斯凱科米什，建立於19世紀末，最初名被命名為日本（英語：Nippon），是爲日本鐵路工人修建。附近的距離史蒂文森山道以西約8英里（13）的铁路镇朝鮮（英語：Corea）則是爲朝鲜族工人修建。阿爾派恩目前僅存鐵路通道，距離最近的鐵路大約1（0.62英里）。
1903年，當地的木料大亨將該鎮的名稱由之前的日本更改爲阿爾派恩。1917年宣佈成爲大北方鐵路的一個站點。人口高峰值在200至300人左右。大約于1929年，在臨近的森林被砍伐之後，該鎮人員被疏散并被刻意焚毀。
作家瑪麗·達海姆的家庭道森斯大約于1916至1922年（在她出生之前）居住於阿爾派恩，她所創作的一部名爲《艾瑪·洛德》的神秘小說將其描述爲一座虛構的、幸存的城鎮。